# Église Saint-Hilaire de Viens
L'église Saint-Hilaire est une église romane située à Viens en Provence, dans le département français de Vaucluse en région Provence-Alpes-Côte d'Azur

## Historique
L'église romane a été édifiée au XIIe siècle et remaniée au XVIIe siècle.
Son clocher carré date de la fin du XIIIe siècle et ses vitraux datent du XIXe siècle.

## Classement
Le clocher fait l'objet d'une inscription au titre des monuments historiques depuis le 13 avril 1933.

## Architecture
Selon le guide « Petit Futé », « Bien qu'elle ait été remaniée de nombreuses fois, elle garde cette élégance austère des églises provençales avec sa tour carrée et ses façades sans fenêtres ».

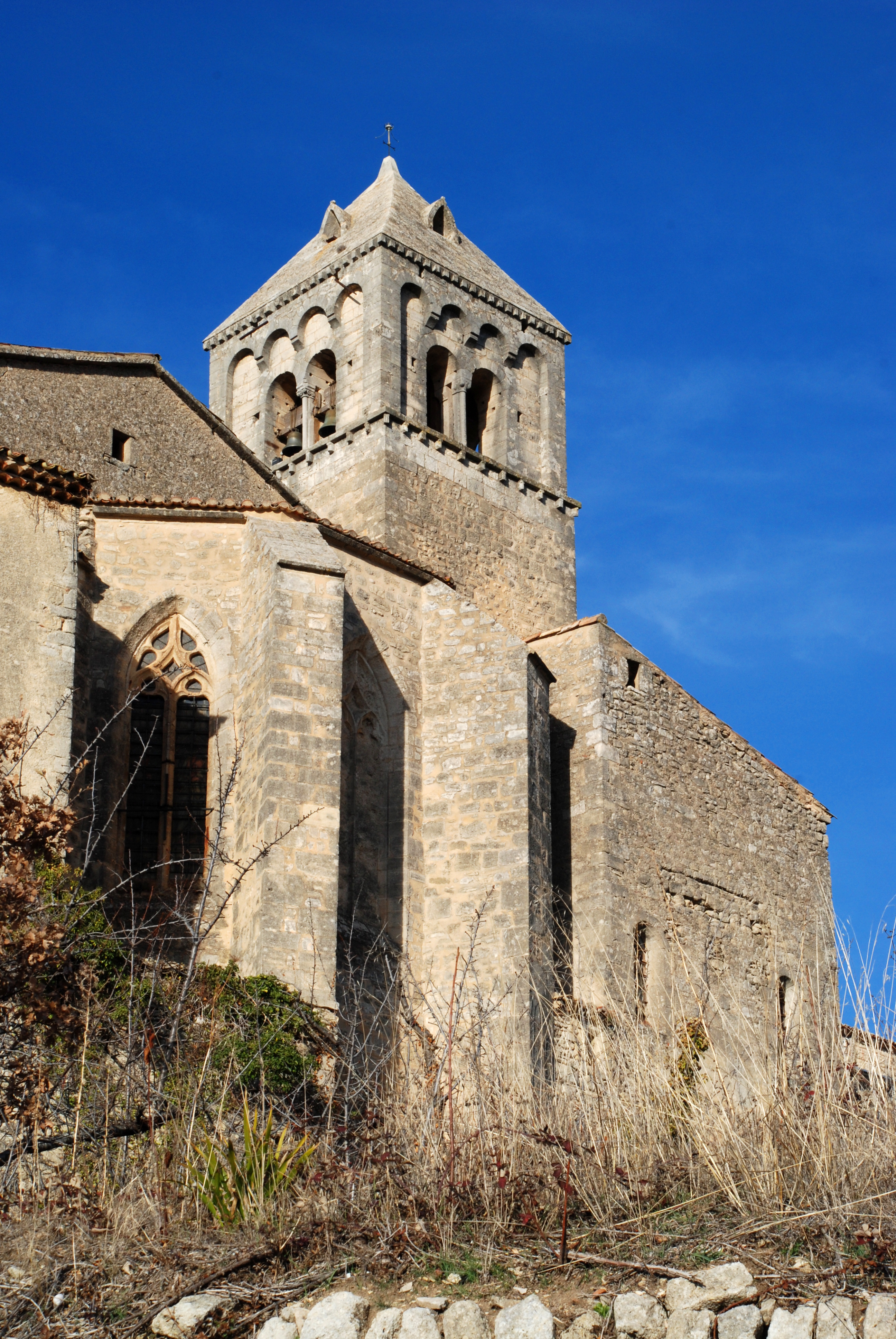
Le chevet et le clocher.

### Liens ewternes
- Ressources relatives à l'architecture :   - Inventaire Provence-Alpes-Côte d'Azur
  - Mérimée
- Ressource relative à la religion :   - Clochers de France